# ディア・ペイシェント
『ディア・ペイシェント』は、南杏子による日本の長編推理小説。幻冬舎より書き下ろしで2018年1月25日に刊行、『ディア・ペイシェント 絆のカルテ』（ディア・ペイシェント きずなのカルテ）と改題し幻冬舎文庫より2020年1月24日に文庫化された。患者と医師の信頼関係を題材に、「モンスターペイシェント」と称されるクレーマー患者との関わりの中で1人の若き女性医師の成長をミステリタッチで描く。
『ディア・ペイシェント〜絆のカルテ〜』と題してテレビドラマ化され、NHK総合およびNHK BS4Kの「ドラマ10」で2020年7月17日から9月18日まで放送された。

## 登場人物
真野千晶
佐々井記念病院に勤務する常勤内科医。
浜口陽子
佐々井記念病院に勤務する医師。医療訴訟を抱えている。
座間敦司
佐々井記念病院に通院するモンスターペイシェント。

## 書誌情報
- ディア・ペイシェント（2018年1月25日、幻冬舎、ISBN 978-4-344-03247-7）
- ディア・ペイシェント 絆のカルテ（2020年1月24日、幻冬舎文庫、ISBN 978-4-344-42937-6）

## テレビドラマ
『ディア・ペイシェント〜絆のカルテ〜』と題してNHK総合およびNHK BS4Kの「ドラマ10」で2020年7月17日から9月18日まで放送された。連続10回。主演は貫地谷しほり。
NHK BS4Kにて2020年7月15日から9月16日まで、水曜日の23時15分から23時59分に先行放送された。

### キャスト

#### 主要人物
- 真野千晶（まの ちあき）（佐々井記念病院勤務の内科医） - 貫地谷しほり
- 浜口陽子（はまぐち ようこ）（佐々井記念病院勤務の内科医） - 内田有紀
- 座間敦司（ざま あつし）（モンスターペイシェント） - 田中哲司
- 金田直樹（かねだ なおき）（佐々井記念病院勤務の内科医） - 浅香航大[7]
- 真野万里（まの まり）（千晶の妹） - 高梨臨[7][8]
- 沼田晋也（ぬまた しんや）（佐々井記念病院の事務局主任） - 浜野謙太[7]
- 吉良大輔（きら だいすけ）（ロシア格闘技・システマの講師）- 永井大[7]
- 浅沼知恵子（あさぬま ちえこ）（モンスターペイシェント） - 鷲尾真知子[7]
- 高峰修治（たかみね しゅうじ）（佐々井記念病院の事務長） - 升毅[7]
- 西園寺光隆（さいおんじ みつたか）（認知症患者） - 竜雷太[7]
- 佐々井宗一郎（ささい そういちろう）（佐々井記念病院の医院長） - 石黒賢[7]
- 真野佑子（まの ゆうこ）（千晶の母） - 朝加真由美[7]
- 蓮見勇夫（はすみ いさお）（佐々井記念病院の警備員） - 平田満[7]
- 真野徹（まの とおる）（千晶の父、真野診療所所長） - 伊武雅刀[7]

#### その他の人物
- 瀬戸翔太 - 笠松将
- 渡辺美咲 - 小川紗良
- 牧村圭吾（医師） - 井上拓哉[9]
- 滝本郁恵（看護師） - 松熊つる松[10]
- 三宅沙也加 - 小林万里子[11]
- 宮部聡子（看護師） - 並木愛枝[12]
- 岡田鈴江（看護師） - 於保晶子[13]
- 駒沢聡（ロシア格闘技会員） - 関修人[14]
- （座間の母） - 藤夏子

#### ゲスト
第1回
- 藤井宏明 - 佐野史郎
- 藤井典子 - 宮崎美子

第2回
- 笠原祥子 - 小島藤子
- 上垣美和 - 新津ちせ

第3回
- 朝比奈香織（哲男）- 戸塚純貴
- 長谷川仁 - 松澤一之
- 長谷川聖子 - 阿知波悟美
- 杉野俊彦 - 松本大志

第4回
- 広瀬真弓 - 中島ひろ子

第6回
- 岩見春菜 - 朝倉あき
- 岩見優斗 - 山口翔悟
- 田村佳穂 - 外山史織

第7回
- 遠山秋絵 - 松金よね子
- 遠山譲二 - 六角慎司
- 浅沼雅彦 - 夙川アトム

第8回
- 浜口秋之 - 高橋和也
- 篠塚花恵 - 高林由紀子
- 篠塚信二 - 堀内正美

第9回
- 金田多香美 - 西原亜希
- 香田綾乃 - 小林きな子

最終回
- 浅沼雅彦 - 夙川アトム

### スタッフ
- 原作 - 南杏子『ディア・ペイシェント』
- 脚本 - 荒井修子
- 音楽 - 兼松衆
- 主題歌 - 宮本浩次「P.S. I love you」[6]
- 制作統括 - 真鍋斎（NHKエンタープライズ）、髙橋練（NHK）
- プロデューサー - 吉岡和彦、樋渡典英
- 演出 - 西谷真一、福井充広、武田祐輔
- 制作 - NHKエンタープライズ
- 制作・著作 - NHK

### 放送日程
| 放送回 | 放送日     | 放送日       | サブタイトル   | 演出     |
| 放送回 | 総合・BS4K | BS4K（先行） | サブタイトル   | 演出     |
| ------ | ---------- | ------------ | -------------- | -------- |
| 第1回  | 7月17日    | 7月15日      | 夫婦の絆       | 西谷真一 |
| 第2回  | 7月24日    | 7月22日      | 命の重さ       | 西谷真一 |
| 第3回  | 7月31日    | 7月29日      | 愛の力         | 西谷真一 |
| 第4回  | 8月07日    | 8月05日      | 心と体         | 西谷真一 |
| 第5回  | 8月14日    | 8月12日      | 去りゆくものへ | 福井充広 |
| 第6回  | 8月21日    | 8月19日      | 新しい風       | 福井充広 |
| 第7回  | 8月28日    | 8月26日      | 母子の事情     | 福井充広 |
| 第8回  | 9月04日    | 9月02日      | 志をつないで   | 武田祐輔 |
| 第9回  | 9月11日    | 9月09日      | それぞれの矜持 | 西谷真一 |
| 最終回 | 9月18日    | 9月16日      | 私の願い       | 西谷真一 |

- 2020年4月17日から放送予定だったが、新型コロナウイルス感染症（COVID-19）の感染拡大に伴い延期された[17][18][18]。放送延期に伴い、土曜時代ドラマ『アシガール』が4月17日から7月3日までアンコール放送された[19]。

| NHK総合テレビ ドラマ10                                           | NHK総合テレビ ドラマ10                                          | NHK総合テレビ ドラマ10                            |
| 前番組                                                           | 番組名                                                          | 次番組                                            |
| ---------------------------------------------------------------- | --------------------------------------------------------------- | ------------------------------------------------- |
| ハムラアキラ 〜世界で最も不運な探偵〜 （2020年1月24日 - 3月6日） | ディア・ペイシェント 〜絆のカルテ〜 （2020年7月17日 - 9月18日） | タリオ 復讐代行の2人 （2020年10月9日 - 11月20日） |